# هم‌میهن
هم‌میهن یک روزنامه ایرانی به مدیریت غلامحسین کرباسچی است که در دو دوره، ابتدا در سال ۱۳۷۸ و بار دیگر در سال ۱۳۸۷ منتشر و در هر دو دوره پس از مدتی کوتاه توقیف شد. پس از رفع توقیف در تیر ۱۴۰۱، هم‌میهن دوباره منتشر شد. این روزنامه با گرایشی مستقل و متمایل به اصلاح‌طلبان است.

## آغاز به کار
غلامحسین کرباسچی، همشهری را توسط عده‌ای از روزنامه‌نگاران قدیمی و به صاحب امتیازی شهرداری تهران منتشر ساخت. این روزنامهٔ تمام‌رنگی، انعکاس اقدامات شهرداری تهران و گسترش دیدگاه تکنوکرات‌ها پیرامون سازندگی و فاصله گرفتن از فضای جنگ و درگیری‌های سیاسی اول انقلاب را در دستور کار خود قرار داده بود. پس از محاکمهٔ کرباسچی در پروندهٔ جنجال‌برانگیز رسیدگی به اقدامات شهرداری تهران، او اقدام به انتشار روزنامهٔ هم‌میهن کرد. روزنامه هم‌میهن در سال ۱۳۷۸ با شعار «همه برای میهن، میهن برای همه» منتشر شد. عده‌ای این محاکمه را تسویه‌حساب با او به دلیل حمایت خود و حزبش، کارگزاران سازندگی، از محمد خاتمی در انتخابات دوم خرداد می‌دانستند. او که به ۳ سال زندان، جریمه و محرومیت از خدمات دولتی محکوم شده بود، اقدام به چاپ روزنامهٔ هم‌میهن به مدیر مسئولی خودش کرد. آغاز انتشار این روزنامه در آستانهٔ انتخابات مجلس ششم بود.

## توقیف و مخالفت‌ها
هم‌میهن در آستانه انتخابات مجلس ششم و بالا گرفتن تب سیاسی در کشور سخنگوی غیررسمی حزب کارگزاران سازندگی به دبیرکلی کرباسچی به‌شمار می‌رفت. هم‌میهن نیز در کنار ۱۹ روزنامه دیگر پس از سخنرانی علی خامنه‌ای، دومین رهبر ایران، در مصلای تهران و اظهار این که مطبوعات به پایگاه دشمن تبدیل شده‌اند به استناد قانون اقدامات تأمینی و اختیارات قاضی برای دستگیری اوباش پیش از ارتکاب جرم توقیف موقت شد. تعداد بیشتری از نشریات نیز طی روزهای بعد به این جرگه پیوستند. دادگاه نشریات توقیف شده پس از هفت سال برگزار شد و از میان تمام روزنامه‌های توقیف شده تنها روزنامه هم‌میهن رفع توقیف شد.
هم‌میهن در شرایطی رفع توقیف شد که شرق نیز توقیف شده بود. بدین ترتیب محمد قوچانی و عده‌ای از تیم شرق به هم‌میهن انتقال یافته و انتشار آن را از سر گرفتند. در دوره جدید همچنین محمد عطریانفر رئیس شورای سیاستگذاری شرق بود. این روزنامه پس از انتشار ۴۷ شماره توسط سعید مرتضوی، دادستان وقت تهران، و به ادعای نقص در دادرسی که از نظر روزنامه نگاران اقدام سیاسی و غیر حقوقی به‌شمار می‌رفت مجدداً توقیف گردید. روزنامه شرق نیز که امکان انتشار مجدد یافته بود اندکی پس از هم‌میهن توقیف شد.
روزنامه هم‌میهن در یکی از شماره‌های خود در واکنش به اظهارات محمود احمدی‌نژاد، رئیس‌جمهور وقت، در مورد این که گرانی‌ها زاییده توهم مطبوعات است و هیچ چیز گران نشده‌است، خبرنگاران خود را به محلهٔ محل زندگی محمود احمدی‌نژاد اعزام کرد که نتیجهٔ گزارش آن‌ها نشان می‌داد که همه چیز حتی در محله رئیس‌جمهور گران شده‌است. در شمارهٔ ماقبل آخر نیز، هم‌میهن به نقل از احمدی‌نژاد تیتری را مبنی بر این که برق و بنزین هم به زودی سهمیه بندی می‌شود، در صفحهٔ اول خود، انعکاس داد. این تیتر برگرفته از اظهارات احمدی‌نژاد در عسلویه و در تأیید سهمیه‌بندی بنزین بود. به دنبال انتشار این تیتر، دولت جوابیهٔ تندی به روزنامهٔ هم‌میهن ارسال کرد که به دلیل توقیف روزنامه هرگز چاپ نشد.
تیتر آخرین شمارهٔ روزنامه هم‌مهین همراه با عکسی از غلامحسین الهام، معاون احمدی‌نژاد، پیرامون انتصاب وی به پنجمین سمت خود در دولت احمدی‌نژاد بود و در صفحات دیگر نیز مقاله‌ای پیرامون اظهارات احمد جنتی در نماز جمعه مبنی بر خواب دیدن پیروزی دولت احمدی‌نژاد نگاشته شده بود. گروه دست‌اندرکاران هم‌میهن پس از توقیف روزنامه و ناامیدی از انتشار روزنامه‌ای تازه، هفته‌نامهٔ شهروند امروز را منتشر کردند.

## رفع توقیف مجدد
وکیل روزنامه در مهر ۱۳۸۷ از رفع توقیف روزنامه علی‌رغم کارشکنی سعید مرتضوی خبر داد و ابراز امیدواری کرد که وی روزنامه را رفع توقیف کند. قرار بود انتشار هم‌میهن در ۴ آبان ۱۳۹۲ از سر گرفته شود. با این وجود از سرگیری فعالیت روزنامه به دلایل حقوقی منتفی شد. علت این اتفاق اختلاف بین مسئولان قوه قضاییه در اعتراض به منع حکم تعقیب روزنامه پس از گذشت ۶ سال است. به گفته کرباسچی، از طرف قوه قضاییه دستور منع تعقیب صادر شده‌است ولی برخی بعد از گذشت ۶ سال تازه یادشان افتاده که به این منع تعقیب اعتراض کنند.
هم‌میهن در سال ۱۳۷۸ با شعار «همه برای میهن، میهن برای همه» منتشر شد و پس از گذشت ۱۵ سال، در تیر ۱۴۰۱، انتشار خود را دوباره از سر گرفت.

## انتشار دوباره پس از ۱۴ سال
روزنامه هم‌میهن پس از چهارده سال از شنبه ۱۱ تیر ۱۴۰۱ دوباره منتشر شد. در این دوره از فعالیت این روزنامه با صاحب امتیازی و مدیرمسئولی غلامحسین کرباسچی، این روزنامه عباس عبدی و احمد زیدآبادی به عنوان اعضای شورای مشاوران، محمدجواد روح به عنوان سردبیر روزنامه و افشین امیرشاهی به عنوان سردبیر آنلاین فعالیت می‌کنند. این افراد شورای سیاست‌گذاری روزنامه را هم تشکیل می‌دهند.